# OPIE
OPIE (Open Palmtop Integrated Environment) は、Linuxが動作するPDAなどの機器向けのオープンソースのグラフィカルユーザインタフェース。トロールテック製Qtopia環境からの派生である。
OPIEは、PIMフレームワーク機能などいくつかのアプリケーションも含んでいる。マルチメディア機能、文書モデル、ネットワーク/通信ツール、多言語サポート機能などの拡張もされている。XML、OBEX、IrDAといった標準規格もサポートしている。携帯電話からサーバまで様々な機器とやり取りすることができる。携帯型機器での使用に最適化されており、ショートカットを多用して使いやすさを追求している。
OPIEの開発は遅々として進まず、ユーザーや開発者が離れていく状況が続いていたが、2007年にリリースされた 1.2.3 には注目が集まっている。
OPIEは OpenEmbedded がサポートしている機器の大半で動作可能である。

## ハードウェアサポート
OPIEの動作する主なハードウェアは以下の通り。
- コンパック / ヒューレット・パッカード IPAQ シリーズ 31xx, 36xx, 37xx, 38xx, 39xx, 54xx, 55xx, 22xx, 41xx, 43xx, 47xx
- シーメンス SIMpad : CL4, SL4, SLC, T-Sinus
- ザウルス : SL 5x00, SL 6000, C7x0, C8x0, C1000, C3x00
- GMate YopY
- M&N Ramses
- Archos Pocket Media Assistant

OPIEを動作させるための最小限の環境は以下の通り。
- CPU: Intel 80386, ARM, あるいはこれら以上
- タッチスクリーン 320 x 240 ピクセル
- 10 MB フラッシュメモリ

## OPIEを使っているディストリビューション
OPIE を含む携帯機器用Linuxディストリビューションとしては、以下のものがある。
- Familiar Linux
- OpenZaurus
- Jlime

さらに、Ångström ディストリビューションでOPIEをサポートする作業が行われている。